# Villaranon
Villaranon est une localité et une ancienne commune suisse du canton de Fribourg, située dans le district de la Glâne.

## Histoire
Des vestiges romains indéterminés sont signalés à Villaranon déjà au XIXe siècle. L'ancienne commune formait une seigneurie appartenant à la famille de Dompierre, puis à une branche de la maison d'Estavayer qui en prit le nom (1437-1472). Pierre de Bonvillars, qualifié de seigneur de Villaranon en 1481, vendit sa seigneurie en 1483 à Jean, Pierre et André Maillard. Les Bonvillars se l'approprièrent à nouveau de 1505 à 1545, puis le village fut successivement propriété des familles Chesaul, Progin et Brünisholz avant d'être vendue à Fribourg en 1728. Elle fit partie du bailliage de Romont dès 1536, puis du district du même nom de 1798 à 1848. Elle releva de tout temps de la paroisse de Siviriez (Siviriez-Villaraboud depuis 2007). Le village est essentiellement actif dans les cultures fourragères et céréalières ainsi que l'élevage de bovins.
Depuis 1978, Villaranon fait partie de la commune de Siviriez.

## Démographie
Villaranon comptait 82 habitants en 1811, 96 en 1850, 148 en 1888, 108 en 1900, 122 en 1950, 56 en 1970.